# 木下安子
木下 安子（きのした やすこ、1927年4月28日 - ）は、日本の看護学者。
神奈川県出身。聖路加女子専門学校(現聖路加看護大学)卒。旧姓は亀田。保健婦。東京大学助手、1973年東京都神経科学総合研究所研究員、1989年白梅学園短期大学教授。2000年新潟青陵大学教授・学長。看護制度、保健婦のあり方などについて提言した。月刊『NURSE EYE』編集長。

## 著書
- 『近代日本看護史』メヂカルフレンド社 1974
- 『最新看護学全書 別巻1 看護史』メヂカルフレンド社 1976
- 『在宅看護への出発 権利としての看護』勁草書房 勁草-医療・福祉シリーズ 1978
- 『介護実践記録の書き方』一橋出版 介護福祉ハンドブック 2000

### 共編著
- 『臨床看護学』川島みどり,野口美和子共編 医歯薬出版 1973
- 『看護婦・保健婦になるには』谷みゆき,川島みどり共著 ぺりかん社 1975 なるにはbooks
- 『難病患者とともに』川村佐和子,山手茂共編 亜紀書房 1975
- 『看護実践と看護社会学』山手茂共編集 メヂカルフレンド社 1976
- 『看護調査法 計画からまとめまで』山手茂共編著 メヂカルフレンド社 1980
- 『生をたたかう人と看護 ある病院のターミナルケア』編 あゆみ出版 1984
- 『看護事故はなぜおきたか 母子の安全を守る』編著 あゆみ出版 1985
- 『難病と保健活動』乾死乃生共編 医学書院 1985 公衆衛生実践シリーズ
- 『こころと体のケア 継続看護と在宅ケア』編著 看護セレクト 出版研 1989
- 『社会福祉専門職ライブラリー 介護福祉士編　介護技術』岩橋成子共著 誠信書房 1990
- 『続・ホームヘルパーは"在宅福祉"の要 (十か年戦略とホームヘルパー)』在宅ケア研究会共編著 萌文社 1991
- 『継続看護と在宅ケア』編 出版研 Nursing select こころと体のケア 1992
- 『看護のこころ ハートフル・ドキュメント』編 桐書房 1993
- 『ホームヘルパーは"在宅福祉"の要 家庭奉仕員の専門技術と事例集』在宅ケア研究会共編著 萌文社 1993
- 『未来へ語りつぐ戦争と看護』編 桐書房 1995
- 『ハートフル・ファミリー ナースとその家族たち』編 桐書房 1996 ナースアイ・スペリオール
- 『マイライフ・マイウィル ナースたちの出発』編 桐書房 1996 ナースアイ・スペリオール
- 『忘れられない患者さん』編 桐書房 1997 ナースアイスペリオール
- 『高齢者のコミュニティケア 医療を要する在宅療養者の生活の質の向上を目指して』嶺学,天本宏共編 御茶の水書房 1999 法政大学多摩地域社会研究センター叢書